# ثنائي الفينيل
ثنائي الفينيل (أو بايفينيل) هو مركب عضوي من الهيدروكربونات له الصيغة الكيميائية C12H10، ويكون على شكل بلورات عديمة اللون إلى صفراء شاحبة.

## الوفرة الطبيعية
يوجد ثنائي الفينيل طبيعياً في قطران الفحم وفي النفط؛ حيث يمكن استحصاله من هذه المصادر الطبيعية بواسطة التقطير. كما يتم الحصول عليه صناعياً كناتج ثانوي أثناء عملية نزع الألكيل من التولوين للحصول على البنزين:
C6H5CH3 + C6H6 → C6H5−C6H5 + CH4
أو من خلال عملية نزه الهيدروجين التأكسدية للبنزين:
2C6H6 + 1⁄2 O2 → C6H5−C6H5 + H2O
ويتم الحصول على حوالي 40 ميغاطن سنوياً من المركب بهذه الطرق الصناعية.

## الخواص
يوجد المركب على شكل بلورات عديمة اللون إلى صفراء شاحبة، وهي ضعيفة الانحلال في الماء، لكنها تنحل في الإيثر البترولي وفي التولوين. تنصهر البلورات عند الدرجة 69 °س؛ وتبلغ حرارة الانصهار قيمة مقدارها 18.576 كيلوجول/مول.

## الاستخدامات
استخدم ثنائي الفينيل في السابق كمادة حافظة وذلك لأثرها المضاد تجاه الفطريات والعفن؛ وكان لها رقم إي E230. إلا أنها لم تعد مصرحة للاستخدام في الاتحاد الأوروبي منذ 2005.

## اقرأ أيضاً
- ثنائي فينيل الميثان
- ثنائي فينيل الميثانول
- 3،′3-ثنائي أمينو البنزيدين
- ثنائي الفينيل متعدد البروم